# Битка при Аскулум
Вижте пояснителната страница за други значения на Битка при Аскулум.
Битката при Аскулум (Ausculum) се провежда през 279 пр.н.е. при Аскулум, между силите Римската република с командир консулa на годината Публий Деций Муз, който командва 40 000 души и царя на молосите Пир от Епир, той е с 40 000 души и 20 бойни слона. Това е последната победоносна битка, но с големи загуби за цар Пир („Пирова победа“), римляните имат 6000 жертви, а Пир 3500 души.
След края на битката Пир казва: „Още една такава победа – и ние сме загубени!“ 

## Сили
Това е втората битка между римските легиони и войска състояща се от фаланги тип Александър Македонски. Двете армии са с еднаква численост.
Римляните имат по-голяма пехота 4 легиона – 25 000 римляни, плюс съюзници дауни и 300 устройства против бойни слонове. След битката при Хераклея, в която гръцките бойни слонове се оказват голям проблем за римляните, на легионите били осигурени запалими оръжия и устройства против слонове: специални бронирани колесници с дълги шипове, които да раняват слоновете, делви със запален в тях огън – да плашат слоновете и прикрити войници, които да хвърлят копия по слоновете за да ги прогонват.
Епирците разполагат с македонска пехота и кавалерия, собствената си войска, гръцка наемна пехота, съюзнически италиански-гърци включващи тарантинска милиция, 20 слона и самнитска кавалерия и пехота. Гръцката армия има превъзходство в кавалерията и 20-те бойни слона. За да противодейства на по-подвижните римски легиони Пир смесва лека италианска пехота с фалангите.

## Битката
Битката се провежда в два дни. Както е обичайно за войните в този период, двете армии разполагат кавалерията си на крилата, а пехотата в центъра. Пир държи неговата елитна гвардейска кавалерия в резерв зад центъра, чакащи неговите команди. Първоначално слоновете също са държани като резерв.
През първия ден кавалерията и слоновете на Пир са блокирани от гората и хълмовете на мястото на което се води битката, но въпреки това италианските войници и фалангите се сражавали добре. Македонците разбиват първият римски легион и латинските им съюзници на левия им фланг, но римските трети и четвърти легиони нанасят поражение на тарантийците, оските и епирците в центъра на армията на Пир. Междувременно силите на дауните атакуват неговия лагер. Пир праща кавалерия от резерва да се справи с пробива в центъра, а друга част от кавалерията и няколко слона изпраща да прогонят дауните. Когато те (дауните) отстъпват към недостъпен стръмен хълм, Пир изпраща бойните си слонове срещу трети и четвърти римски легиони; тези легиони също отстъпват към гористите височини, но при отстъплението трябва да понесат силната стрелба по тях от стрелците с лъкове и прашкарите, които съпровождат слоновете, без да могат да отвърнат. Пир изпраща атаманската, ахарнеската и самниумската пехоти да изкарат римляните от гората, но тези сили са пресрещнати и разпръснати от римската кавалерия. Двете страни се оттеглят по здрачаване, без нито една от тях да е спечелила сериозно предимство.
На сутринта на втория ден Пир изпраща леката си пехота да завземе позицията, която се оказала слабото място предишния ден, с което да принуди римляните да се бият на ограничено и открито пространство. Както при битката при Хераклея, последва сблъсък между легионите и фалангите, докато слоновете подкрепяни от лека пехота не разбиват римските линии. В тази ситуация римляните използват специалните си анти-слонови устройства (колесници) против слоновете, които за кратко време доказват своята ефективност, докато войниците управляващи колесниците не са елиминирани от стрелците на Пир. Слоновете тогава нападат римската пехота, която започнала да се огъва. Едновременно с това Пир нарежда на личната си елитна гвардейска кавалерия да атакува, правейки разгрома на противниците си пълен. Победените римляните безредно отстъпват към своя лагер.

## Последици
Жертвите на римляните в битката са 6000 души, докато на Пир са 3500, включително много от неговите офицери. Тази победа с толкова малка разлика и тежки загуби води до създаването на термина „Пирова победа“. Пир по-късно коментира своята победа с думите „Още една такава победа – и ние сме загубени!“, въпреки че някой източници твърдят, че думите му са: „Още една такава победа и ще се върна в Епир сам.“ Според семейната си традиция Публий Деций Муз се жертва в битката, като дал живота си на боговете от подземния свят в замяна на това – всичките врагове също бъдат убити заедно с него (devotio). Според някой писания, той е оцелял.
Знаейки, че положението му е тежко заради понесените големи загуби въпреки победата, Пир предлага примирие на Рим. Въпреки това римският сенат отказва да приеме всяко споразумение докато Пир държи войските си в Италия. В крайна сметка след няколко години Пир е победен в битката при Беневентум през 275 пр.н.е., което го кара да напусне Италия и да се завърне обратно в Епир.